# نیکلاس گویدی
نیکلاس گویدی (انگلیسی: Nicholas Guidi؛ زادهٔ ۲۵ ژوئیهٔ ۱۹۸۳) بازیکن فوتبال اهل ایتالیا است.
از باشگاه‌هایی که در آن بازی کرده‌است می‌توان به باشگاه فوتبال فروزینونه، باشگاه فوتبال کوزنتسا کالچو، و باشگاه فوتبال اتلتیکو آرتزو اشاره کرد.